# Chirodropus gorilla
Chirodropus gorilla är en nässeldjursart som beskrevs av Ernst Haeckel 1880. Chirodropus gorilla ingår i släktet Chirodropus och familjen Chirodropidae. Inga underarter finns listade i Catalogue of Life.

## Bildgalleri

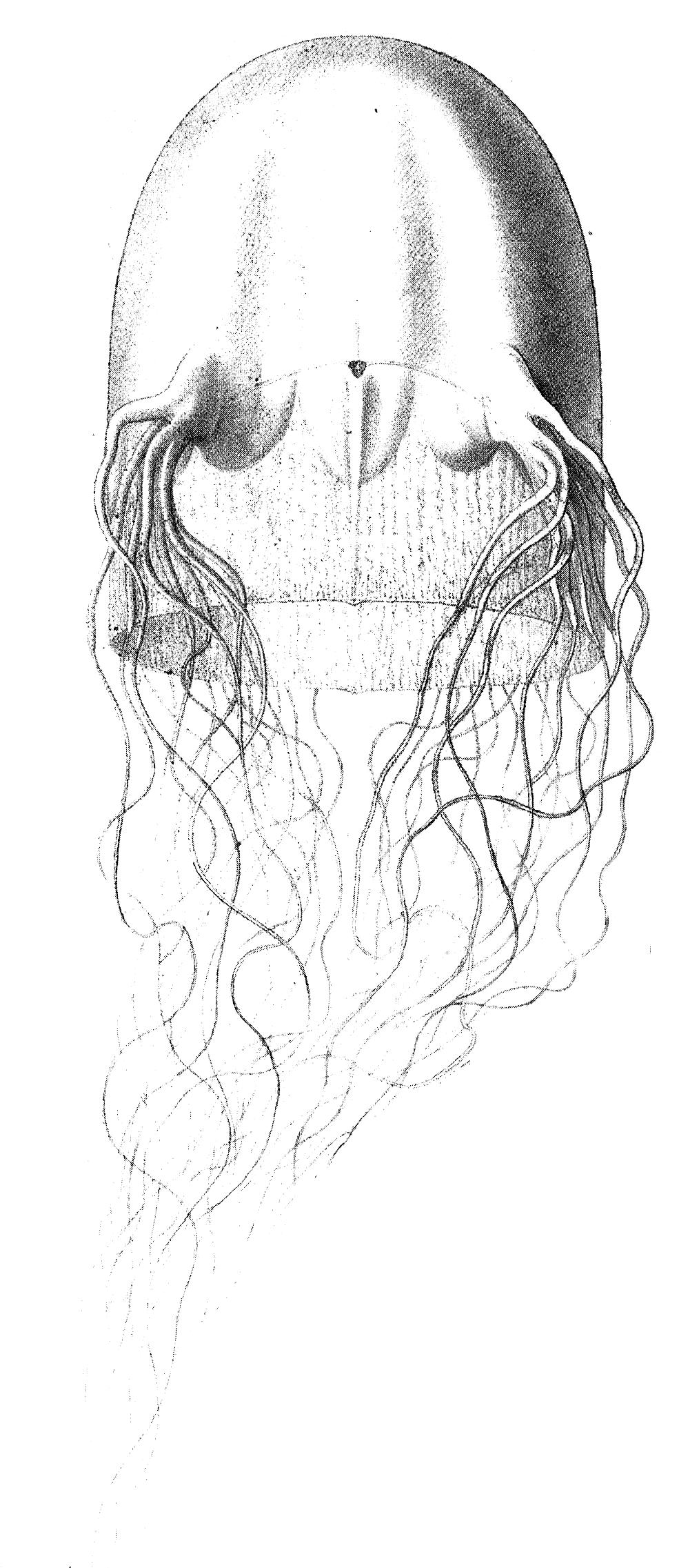